# اسامه السلامی
اسامه السلامی (انگلیسی: Oussama Sellami؛ زادهٔ ۲۲ ژوئن ۱۹۷۹) بازیکن فوتبال اهل تونس است.
از باشگاه‌هایی که در آن بازی کرده‌است می‌توان به باشگاه فوتبال آفریقایی و باشگاه فوتبال المعب تونس اشاره کرد.
وی همچنین در تیم ملی فوتبال تونس بازی کرده‌است.